# Townsonia deflexa
Townsonia deflexa är en orkidéart som beskrevs av Thomas Frederic Cheeseman. Townsonia deflexa ingår i släktet Townsonia och familjen orkidéer. Inga underarter finns listade i Catalogue of Life.